# Michael Ruhl

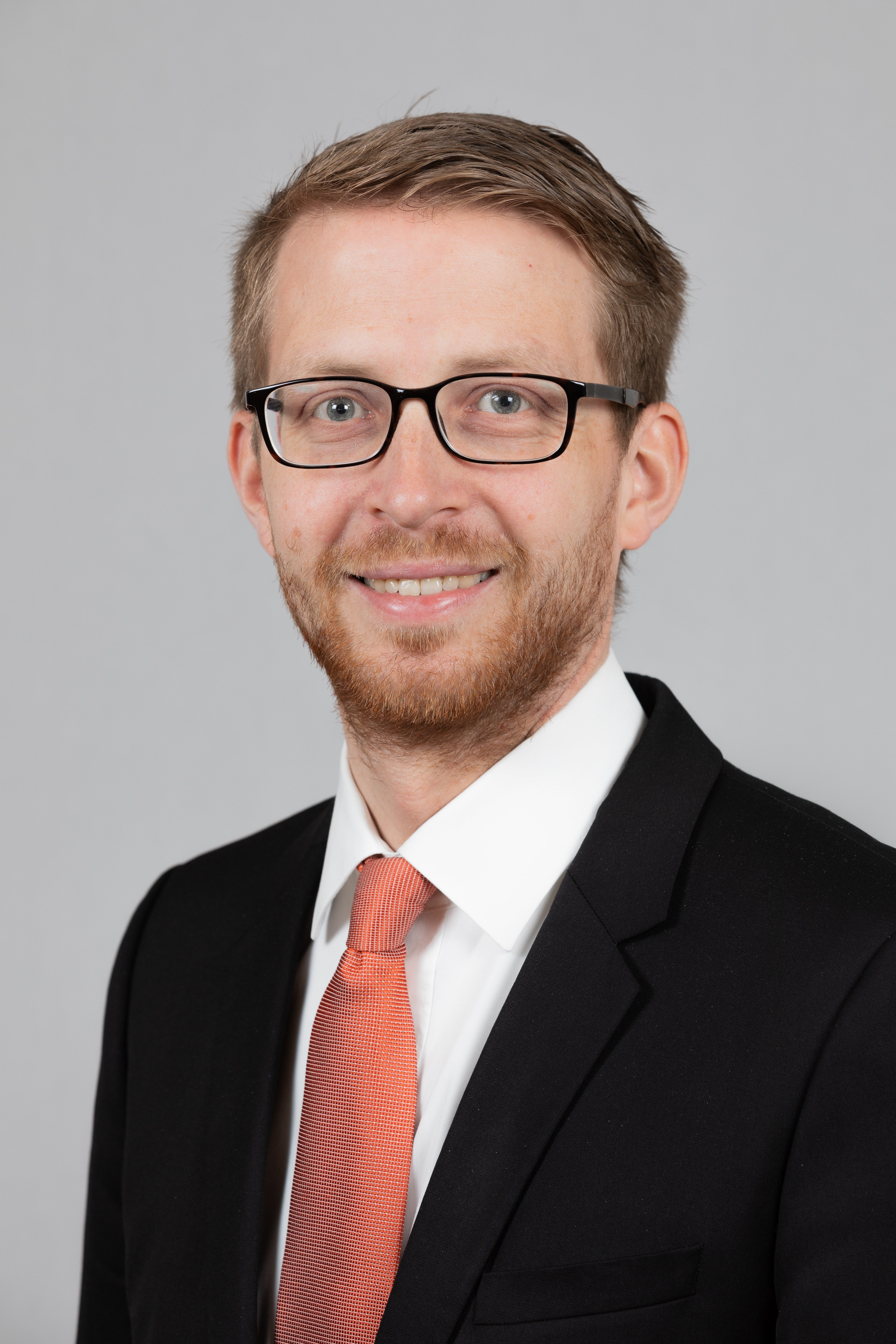
Landtagsabgeordneter Michael Ruhl (CDU)

Michael Ruhl (* 29. September 1984 in Lauterbach (Hessen)) ist ein deutscher Politiker der CDU. Er war von 2019 bis 2024 Mitglied des Hessischen Landtags und ist seit 2024 Staatssekretär im Hessischen Ministerium für Landwirtschaft und Umwelt, Weinbau, Forsten, Jagd und Heimat.

## Leben
Nach dem Abitur an der Alexander-von-Humboldt-Schule Lauterbach absolvierte Ruhl ein Studium des Wirtschaftsingenieurwesens an der TU Darmstadt, das er mit dem Diplom abschloss. Er war Stipendiat der Konrad-Adenauer-Stiftung. Im Anschluss nahm er eine Tätigkeit bei der Bankenaufsicht der Deutschen Bundesbank in Frankfurt am Main auf, wo er seither als Bundesbankoberrat Grundsatzfragen der Rechnungslegung und bankaufsichtlichen Offenlegung bearbeitet.
Ruhl begann seine politische Laufbahn in der Jungen Union. Er war von 2003 bis 2011 Kreisvorsitzender der JU Vogelsberg und von 2007 bis 2013 Mitglied des Landesvorstandes der JU Hessen als Umweltreferent. Er wurde 2014 zum Ehrenkreisvorsitzenden der JU Vogelsberg gewählt. Seit 2011 ist er Vorsitzender des CDU-Stadtverbandes Herbstein und seit 2014 stellvertretender Vorsitzender des CDU-Kreisverbandes Vogelsberg.
Seit 2006 ist Ruhl Mitglied der Stadtverordnetenversammlung von Herbstein und war dort von 2016 bis 2024 Vorsitzender der CDU-Fraktion. Dem Kreistag des Vogelsbergkreises gehört er seit 2011 an. Dort war er von 2016 bis 2021 Vorsitzender im Haupt-, Finanz- und Wirtschaftsausschuss und war von 2021 bis 2024 stellvertretender Kreistagsvorsitzender.
Michael Ruhl ist verheiratet, Vater von zwei Kindern und wohnt in Herbstein. In seiner Freizeit engagiert er sich in einer Vielzahl an Vereinen. Er ist Mitglied der Einsatzabteilung in der Freiwilligen Feuerwehr Herbstein, aktiver Schütze im Schützenverein Herbstein sowie aktiver Fastnachter. 2012 war er Bajazz und führte den traditionsreichen Fastnachtsumzug in Herbstein an.

## Mitglied im Hessischen Landtag und in der Hessischen Landesregierung
Bei der Landtagswahl 2018 kandidierte er als Kandidat der CDU im Wahlkreis 20 (Vogelsberg) und gewann das Direktmandat mit rund 3.000 Stimmen vor dem Zweitplatzierten. Er zog als direkt gewählter Abgeordneter in den Hessischen Landtag ein. Dort ist er Mitglied im Haushaltsausschuss, im „Ausschuss für Umwelt, Klimaschutz, Landwirtschaft und Verbraucherschutz“, im „Ausschuss für Wirtschaft und Verkehr“ sowie im „Unterausschuss für Finanzcontrolling und Verwaltungssteuerung“. Darüber hinaus gehört er dem Untersuchungsausschuss zum Terroranschlag in Hanau als Berichterstatter an.
Bei der Landtagswahl 2023 kandidierte Ruhl erneut im Wahlkreis Vogelsberg. Dort konnte er sein Direktmandat mit 36,88 Prozent und rund 9000 Stimmen vor dem Zweitplatzierten verteidigen.
Im Zuge der Bildung des Kabinetts Rhein II wurde Ruhl am 18. Januar 2024 zum Staatssekretär im Hessischen Ministerium für Landwirtschaft und Umwelt, Weinbau, Forsten, Jagd und Heimat ernannt. Infolgedessen musste er sein Landtagsmandat abgeben, weshalb Jennifer Gießler als seine Ersatzbewerberin aus dem Wahlkreis Vogelsberg in den Landtag nachrückte.